# ليمون فالي-غولدن فالي
ليمون فالي-غولدن فالي (بالإنجليزية: Lemmon Valley-Golden Valley)‏ هو مكان مخصص للتعداد سابق (CDP) في مقاطعة واشو في ولاية نيفادا الأمريكية. تم استبداله بمنطقتين إحصائيتين منفصلتين في تعداد عام 2010، وهما ليمون فالي وغولدن فالي. وبلغ عدد السكان التجمع المشترك 6,855 نسمة حسب تعداد عام 2000. المنطقة هي ضاحية شمالية لمدينة رينو وهي جزء من المنطقة رينو-سباركس الإحصائية الحضرية.

## التركيبة السكانية
حدّد مكتب تعداد الولايات المتحدة بيانات التركيبة السكانية لليمون فالي-غولدن فالي في تعداد الولايات المتحدة. في ما يلي، التركيبة السكانية حسب تعدادي 2000 و2010.

### تعداد عام 2000
بلغ عدد سكان ليمون فالي-غولدن فالي 6,855 نسمة بحسب تعداد عام 2000، وبلغ عدد الأسر 2,418 أسرة وعدد العائلات 1,887 عائلة مقيمة في المنطقة السكنية. في حين سجلت الكثافة السكانية 81.5 نسمة لكل كيلومتر مربع (211.1/ميل2). وبلغ عدد الوحدات السكنية 2,507 وحدة بمتوسط كثافة قدره 29.8 لكل كيلومتر مربع (77.2/ميل2).
وتوزع التركيب العرقي للمنطقة السكنية بنسبة 90.42% من البيض و0.35% من الأمريكيين الأفارقة و2.38% من الأمريكيين الأصليين و1.18% من الأمريكيين ذوي الأصول الآسيوية و0.18% من سكان جزر المحيط الهادئ و2.38% من الأعراق الأخرى و3.12% من عرقين مختلطين أو أكثر و5.92% من الهسبانيون أو اللاتينيون من أي عرق.
بلغ عدد الأسر 2,418 أسرة كانت نسبة 38.9% منها لديها أطفال تحت سن الثامنة عشر تعيش معهم، وبلغت نسبة الأزواج القاطنين مع بعضهم البعض 61.2% من أصل المجموع الكلي للأسر، ونسبة 10.8% من الأسر كان لديها معيلات من الإناث دون وجود شريك، بينما كانت نسبة 6.1% من الأسر لديها معيلون من الذكور دون وجود شريكة وكانت نسبة 22% من غير العائلات. تألفت نسبة 15.1% من أصل جميع الأسر من عدة أفراد يعيشون في نفس المنزل ونسبة 3.2% كانت تتألف من شخص يعيش بمفرده يبلغ من العمر 65 عاماً أو أكثر. وبلغ متوسط حجم الأسرة المعيشية 2.83، أما متوسط حجم العائلات فبلغ 3.11.
بلغ العمر الوسطي للسكان 38.9 عاماً. وكانت نسبة 26.2% من القاطنين تحت سن الثامنة عشر، وكانت نسبة 7.1% بين الثامنة عشر والرابعة والعشرين عاماً، ونسبة 29.5% كانت واقعةً في الفئة العمرية ما بين الخامسة والعشرين والرابعة والأربعين عاماً، ونسبة 29.4% كانت ما بين الخامسة والأربعين والرابعة والستين، ونسبة 7.7% كانت ضمن فئة الخامسة والستين عاماً فما فوق. يوجد لكل 100 أنثى 105.9 ذكر، ويوجد لكل 100 أنثى في الثامنة عشر من عمرها فما فوق 102.0 ذكر.
بلغ متوسط دخل الأسرة في المنطقة السكنية 52,861 دولارًا، أما متوسط دخل العائلة فبلغ 56,118 دولارًا. وكان متوسط دخل الذكور 39,069 دولارًا مقابل 29,888 دولارًا للإناث. وسجل دخل الفرد الخاص بالمنطقة السكنية 21,820 دولارًا. وكانت نسبة 3.6% من العائلات ونسبة 5% من السكان تحت خط الفقر، وكان من هؤلاء نسبة 5.5% تحت سن الثامنة عشر ونسبة 4.4% في الخامسة والستين من العمر وما فوق.